# Halbseide
Halbseide ist die Bezeichnung für ein Gewebe, das in einer Fadenrichtung aus Seidengarn besteht, in der anderen aus weniger edlen Garnen, meist aus Baumwolle oder Leinen. Gefertigt wird das Gewebe oft in der Atlasbindung mit einem Schussfaden aus Seide und einem Kettfaden aus Baumwolle. Durch die einseitige Bindung erscheint die Schauseite des Gewebes mit dem Glanz der Seide.

## Gewebetypen
- Halbseiden-Taft aus Seide und Kammgarn, beispielsweise für Damenkleider mit feingerippter Oberfläche
- Halbseiden-Popeline aus Seide und Kammgarn, für Blusen und Hemden
- Halbseiden-Satin, wobei die Kette aus Seide besteht und der Schuss aus Baumwolle, für festliche Abendkleidung und Brautkleider
- Eolienne in Ripsbindung beispielsweise für Bezugsstoffe

Textilien, die traditionell als Halbseiden gefertigt werden:
- Adras, zentralasiatisches Ikat-Gewebe mit einer Kette aus Seide und einem Schuss aus Baumwolle
- Caffard, französisches Gewebe mit Seidenkette
- Seersucker, Krepp-Gewebe mit Baumwollkette

## Wortbedeutungen
Das Eigenschaftswort halbseiden bezeichnet umgangssprachlich abwertend einen Menschen von zweifelhaftem Ruf, der unseriös, anrüchig und zwielichtig erscheint. Es war früher auch eine abwertende Umschreibung für Homosexualität. Weitere Bedeutungen: In aufdringlicher, geschmackloser Weise schick gekleidet, teuer aufgemacht.